# La Quar
La Quar település Spanyolországban, Barcelona tartományban. Lakosainak száma 42 fő (2024).

## Földrajza
La Quar Vilada, Borredà, Lluçà, Sagàs, Olvan és Cercs községekkel határos.

## Népesség
A település lakosságának változását az alábbi diagram mutatja:
| Lakosok száma | 186  | 319  | 211  | 142  | 49   | 73   | 61   | 57   | 53   | 42   |
|               | 1717 | 1887 | 1936 | 1960 | 1986 | 2004 | 2009 | 2014 | 2019 | 2024 |